# 2018年5月朝韩首脑会晤
2018年5月南北韓首腦會談（：／）又稱為5.26南北韓首腦會談（5.26남북정상회담）或2018年第2次朝韩首脑会谈（韩语：／、朝鲜语：／），是2018年5月26日下午3時至5時間，由大韓民國前總統文在寅和朝鮮民主主義人民共和國國務委員會委員長金正恩在板門店北部統一閣举行的、朝鮮半島歷史上的第4次首腦會談。參與这次會談的南韓代表還包括國家情報院前院長徐薰和總統秘書室第一附屬秘書官宋仁培；北韓代表則有朝鮮勞動黨中央委員會副委員長金英徹和黨中央委員會宣傳鼓動部副部長金與正。兩國就朝美首腦會談交換了意見，又討論了《板門店宣言》的具體實行方法。

## 背景
2018年4月27日，文在寅和金正恩於板門店南側的和平之家進行朝韩首脑会晤，並簽署《板門店宣言》。兩國領導人同意通過熱線電話交換意見以及有必要的話即可進行會談。同年5月24日，美國總統當勞·特朗普忽然宣佈取消於下月在新加坡舉行的朝美首腦會談。 次日，他又一改口風指該會談會如期進行。為此，金正恩於5月26日下午聯絡文在寅，希望二人能夠會見以討論朝美首腦會談等事宜。文在寅隨後答應會面，解釋這幾天的形勢變化使他「過得不容易」，又指要消除這些阻礙，實現朝美會談就要和金正恩進行面談。這使兩國領導人在4月會談後事隔29天再次會面。

## 會談過程
文在寅與國家情報院院長徐薰和總統秘書室第一附屬秘書官宋仁培於下午3時來到板門店北側的統一閣，獲金正恩、金與正和朝鮮人民軍禮兵歡迎。之後，兩國領導人握手和互相問候，文在寅在留言簿上題詞：「韓半島的和平與繁榮，同朝鮮民主主義人民共和國金正恩委員長一起」。接著，二人正式展開會談。金正恩向文在寅表示會落實半島無核化，還就成功召開朝美首腦會談和實行《板門店宣言》交換了意見。最終，雙方決定在6月1日舉行南北高層會談，在稍後的時間舉行將軍級會談和就南北離散家族重聚之事進行紅十字會談。

## 後續
南北高層會談如期於6月1日在板門店南側的和平之家舉行，南韓一方由統一部長趙明均領軍，率國土交通部副部長金正烈、文化體育觀光部副部長盧泰剛、統一部統一政策室長金南中和國務總理室審議官安文顯與會﹔北韓一方由祖國和平統一委員會委員長李善權領軍，率鐵道省副相金潤革、體育省副相元吉宇、祖國和平統一委員會副委員長朴勇一和民族經濟合作委員會副委員長朴明哲與會。兩國同意於同年6月14日在板門店北部的統一閣舉行將軍級會談，18日在和平之家進行體育會談，商討兩國共同參加雅加達亞運會的事宜，22日則在北韓金剛山舉行紅十字會會談，討論離散家屬團聚問題。
在6月14日舉行的將軍級會談中，兩國同意修復於2001年起中斷的東西海岸軍事通信線路，以便兩軍交流合作，但未能就設置高層軍事熱線和重啟防長會談機制達成協定。在18日進行的體育會談，兩國將於7月在平壤和首爾舉行兩場籃球賽。此外，在即將舉行的雅加達亞運會開閉幕式上，兩國會在統一旗和傳統民謠《阿里郎》共同進場，並在6個小項（女子籃球、男女龍舟、男子四人雙槳2000米、男子八人單槳2000米、女子輕量級雙人雙槳2000米）中以聯隊的名義參賽。為進一步商榷《板門店宣言》的具體實行方法，南北在8月13日決定於9月進行另一次的首腦會談。

## 評論
南韓朝野多認為這場會談是「破格的」。執政黨共同民主黨發言人白惠蓮稱這次的會談是「破例性」，並且是對朝鮮半島和平的意志和信任的「再確定」。民主和平黨的崔炅焕相信會談是在朝美首腦會談不確定的情況下突然進行的，如文在寅和金正恩互不信任的話這次的面談是不可能實現的。故此，崔希望今後兩國領導人能在「信任的基礎下，通過熱線和直接對話解決所有問題」。正未來黨首席發言人申相賢稱此次會談是按照需要而進行，開啟了首腦會談能隨時進行的先河，因此「很有意義」。保守派報章《東亞日報》亦認為這次的首腦會談是考慮到國際形勢的特變下臨急舉行的，如首腦會談能變成定期性的話南北關係將會大為改善。不過，自由韓國黨新任黨魁洪準杓則指會談「沒有任何新的內容和討論的進展」。至於北韓，朝鮮中央通訊社則指是次會談中兩國領導人「不拘於形式和禮儀」，就重要的問題坦誠地交換看法和進行對話，是改進兩國關係的「又一個歷史性契機」。

## 資料來源
1. ↑  . www.uriminzokkiri.com.   [2019-04-23]. （原始内容存档于2019-09-02）.
2. 1 2  . NK News. 2018-05-26  [2018-05-26]. （原始内容存档于2018-05-26） （英语）.
3. ↑  . 韓聯社. 2018-04-27  [2018-04-27]. （原始内容存档于2018-04-28）.
4. ↑  . BBC. 2018-05-24  [2018-05-24]. （原始内容存档于2018-05-24） （英语）.
5. ↑  . NKnews. 2018-05-25  [2018-05-25]. （原始内容存档于2018-05-25） （英语）.
6. 1 2 3  . Nocut News. 2018-05-27  [2018-05-27]. （原始内容存档于2018-04-28） （韩语）.
7. ↑  . Nocut News. 2018-05-27  [2018-05-27]. （原始内容存档于2018-04-28） （韩语）.
8. ↑  . 韓民族報. 2018-05-27  [2018-05-27]. （原始内容存档于2018-04-28） （韩语）.
9. ↑  . 韓民族報. 2018-05-26  [2018-05-27]. （原始内容存档于2018-04-28）.
10. 1 2  . 劳动新闻. 朝鮮中央通訊社. 2018-05-27  [2018-05-27]. （原始内容存档于2018-05-31）.
11. ↑  . 韓聯社. 2018-06-01  [2018-06-02]. （原始内容存档于2018-06-21）.
12. ↑  . 韓聯社. 2018-06-01  [2018-06-02]. （原始内容存档于2018-06-21）.
13. ↑  . 韓聯社. 2018-06-14  [2018-06-16]. （原始内容存档于2018-06-16）.
14. ↑  . 韓聯社. 2018-06-18  [2018-06-19]. （原始内容存档于2018-06-19）.
15. ↑  . 韓聯社. 2018-06-28  [2018-07-03]. （原始内容存档于2018-06-19）.
16. ↑  . 韓聯社. 2018-08-13  [2018-08-14]. （原始内容存档于2018-08-14）.
17. 1 2 3 4 5  . News Pim. 2018-05-27  [2018-05-27]. （原始内容存档于2018-04-28） （韩语）.
18. ↑  . 東亞日報. 2018-05-27  [2018-05-27]. （原始内容存档于2018-04-28） （韩语）.
19. ↑  . News Pim. 2018-05-27  [2018-05-27]. （原始内容存档于2018-04-28） （韩语）.